# 古巴哈
58°52′N 57°35′E / 58.867°N 57.583°E
古巴哈（俄语：Губа́ха）是俄羅斯彼爾姆邊疆區東部的一個城市，距彼爾姆東北150公里。2002年人口31,687人。
1755年建立，1941年建市。